# テレマーケティング
テレマーケティング（英:telemarketing）とは、ダイレクトマーケティングの方法の一つであり、直接資料請求の受付や販売促進を行うことを言う。

## 概要
顧客に直接訪問することなく販売をすることが出来るので、セールスの視点からすると低コストである。大きく分けてインバウンド業務とアウトバウンド業務があり、スクリプトを元にしてオペレータ（コミュニケーターとも呼ばれることが多い）が直接電話で顧客と接する。
単に資料請求や商品販売をするだけでなく、お客様センターとして顧客からの問合せへの対応をする部署として、また、顧客関係管理を強化する上でも、企業の中では重要な位置づけであるため、必ずしも販売をすることだけが目的ではない。
ダイレクトマーケティグ、顧客関係管理の中で、あたかも顧客それぞれに担当者が付いているかのようなコミュニケーション展開が可能であり、顧客との濃密な関係作りをすることが可能となる。しかし、濃密となるがために、丁寧な言葉遣い、接し方、時には親しみを込めた接し方は大事であり、企業のブランド形成を担うものであり、接し方を誤るとブランド形成を大きく損なうことさえある。この場合のブランドとは、経験ブランドとして蓄積がなされる。従って、いわゆる電話勧誘販売は売ることだけが目的であり、顧客との良好な関係を目指すテレマーケティングが本来目指しているものとは異なる。
コールセンター、あるいはコンタクトセンターと呼ばれる仕組みを構える必要があるため、大がかりな設備と人材が必要になる。そのため、テレマーケティングを事業として行っている会社は上場している企業もある。いずれにしても、問合せや注文への応対を1か所に集中させることによって、効率の良い人材配置を行うことが出来る。

## マーケティング上の位置づけ

### ダイレクトマーケティング
顧客との接点は、初回接触、見込客の段階、顧客、優良顧客の段階と成長していくものであり、それぞれの顧客の段階に合わせたコミュニケーションが必要になる。また、マスメディアによる広告や、ダイレクトメール、インターネットなど他のメディアとの連携が求められるため、当然のことながらダイレクトマーケティングの中で構成される。

### 経験ブランド
オペレータと呼ばれる「人」が接するという特性上、クオリティを均一にするのは難しい。また顧客それぞれの特性に合わせて接する能力も求められるため、かつての魚屋さんや八百屋さんとのやりとりに例えられることが多い。顧客からすれば、コールセンターに出てきたオペレータの対応をもって企業を評価するため、経験ブランドとして蓄積されていく。

## 主な手順

### インバウンド
マスメディアによる広告、チラシ、あるいはダイレクトメールによって送られてきたカタログ、ウェブサイトなどを通じて知り得た電話番号に顧客（見込客を含む）が直接電話をかけて、資料請求、あるいは商品注文の受付をすることを言う。

### アウトバウンド
顧客データベースを元にして、企業の側から顧客に対して商品やキャンペーンの案内をする。

### 3点セット
テレマーケティングを運営するには、データシート、トークスクリプト、FAQの3点セットを用意する。
- データシート - 顧客から取得する情報（注文内容だけでなく、感想や問合せ内容、質問への応答なども含む）を記録するもの。
- トークスクリプト - 顧客との応対、問答を想定した流れを作る。会話が始まってから終わりまでYes/No、あるいは選択肢によって分岐するチャート図として描かれるが、経験を積んだオペレータは必ずしも、スクリプトの流れ通りに問答を行わない。データシートが埋まればいいわけで、顧客との会話の流れを優先させる。また、スクリプトはインバウンド、アウトバウンド共に進めていくうちに変化させて、より最良のものへ変革させていく。
- FAQ - 顧客から質問をされた時に受け答える想定問答集。FAQは蓄積されていく。

なお、上記3点セットは、今日のテレマーケティングではシステム化、データベース化されていることが多い。

## ビジネスとしてのコールセンター
大掛かりなシステムと、大量の人員確保を必要とすることが事業規模の大きな事業者が多い。ベルシステム24、もしもしホットライン、トランスコスモスは東証一部上場である。NTTソルコ&北海道テレマートは非上場ではあるが6,000人のオペレータを抱える。

### 社内コールセンター
大手通販会社は社内に大規模なコールセンターを抱えていることが多い。TMJはベネッセコーポレーションの「進研ゼミ」コールセンター部門を分社化して設立された会社で、現在は外部からの業務も請け負う。

### 雇用創出の機会として
多くの人員を必要とするため、コールセンターは首都圏ならば郊外に、あるいは北海道、沖縄などに置かれることも多い。産業の少ない地域では絶好の雇用の機会を創出している。

## 最近の傾向

### 全国ネットワーク
大手のコールセンターは概ね全国にコールセンターを構えているため、ネットワーク化されている。一つのキャンペーンにおいても、トラヒック量に応じて電話の受けを空いている地方に配分をすることがある。また、こうしたネットワーク化は、企業の不測事態対応（例えば天災などによって問合せ機能が停止した場合）に備える事も出来る。

### 24時間対応サービス
通常コールセンターは21時で終了することが多いが、深夜でも対応することを売り物にしているコールセンターが台頭してきている。

### 海外進出
中国市場の高まりに伴い、中国で現地法人との間で合弁企業を作る例も出ている。人件費抑制のため、中国に在住する日本人をオペレータとして雇用し、日本企業の対応を行っている場合もある。